# Пекинский маглев

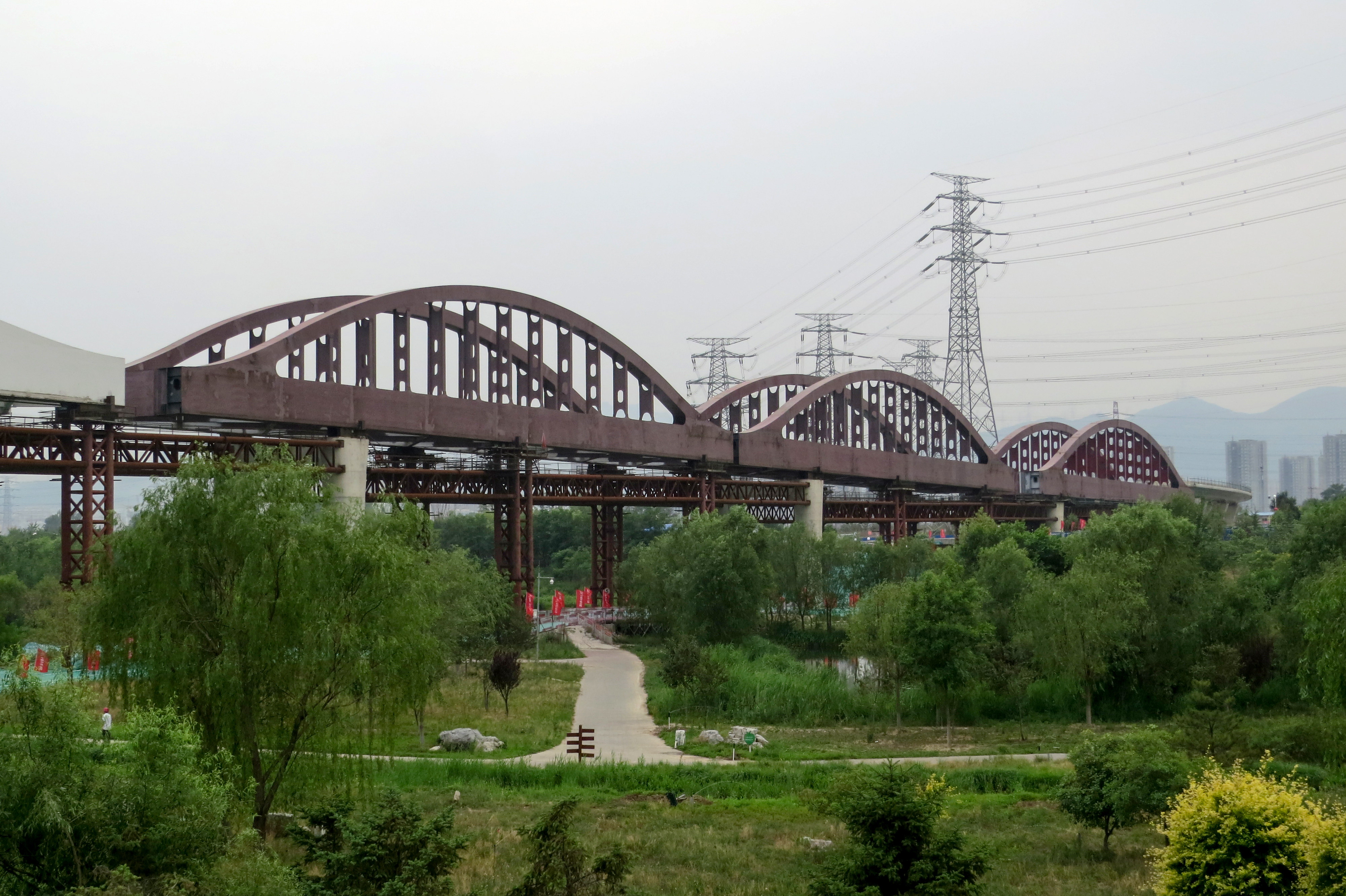
Мост через реку Юндин

Пекинский маглев (кит. 北京地铁S1线) — железнодорожная линия на магнитном подвесе, входящая в систему пекинского метрополитена как линия S1. Маглев соединяет станции Шичан и Цзиньаньцяо, и планируется продлить дорогу до станции Пингоюань, всего на линии имеется семь станций, и строится восьмая. Линия принадлежит к классу среднескоростных и низкоскоростных, и обеспечивает скорость до 105 км/час, фактически — до 100 км/час. .
Шестивагонные поезда изготовлены фирмой Tangshan Railway Vehicle, входящей в состав CRRC. Это третий маглев в Китае после маглевов в Шанхае и Чанша. Линия S1 ставит задачу улучшить экологию города, страдающего от загазованности машинами и промышленными объектами.
Планировалось что линия S1 войдёт в общую систему пекинского пригородного железнодорожного сообщения Beijing Suburban Railway, однако было принято решение её отдельного развития.

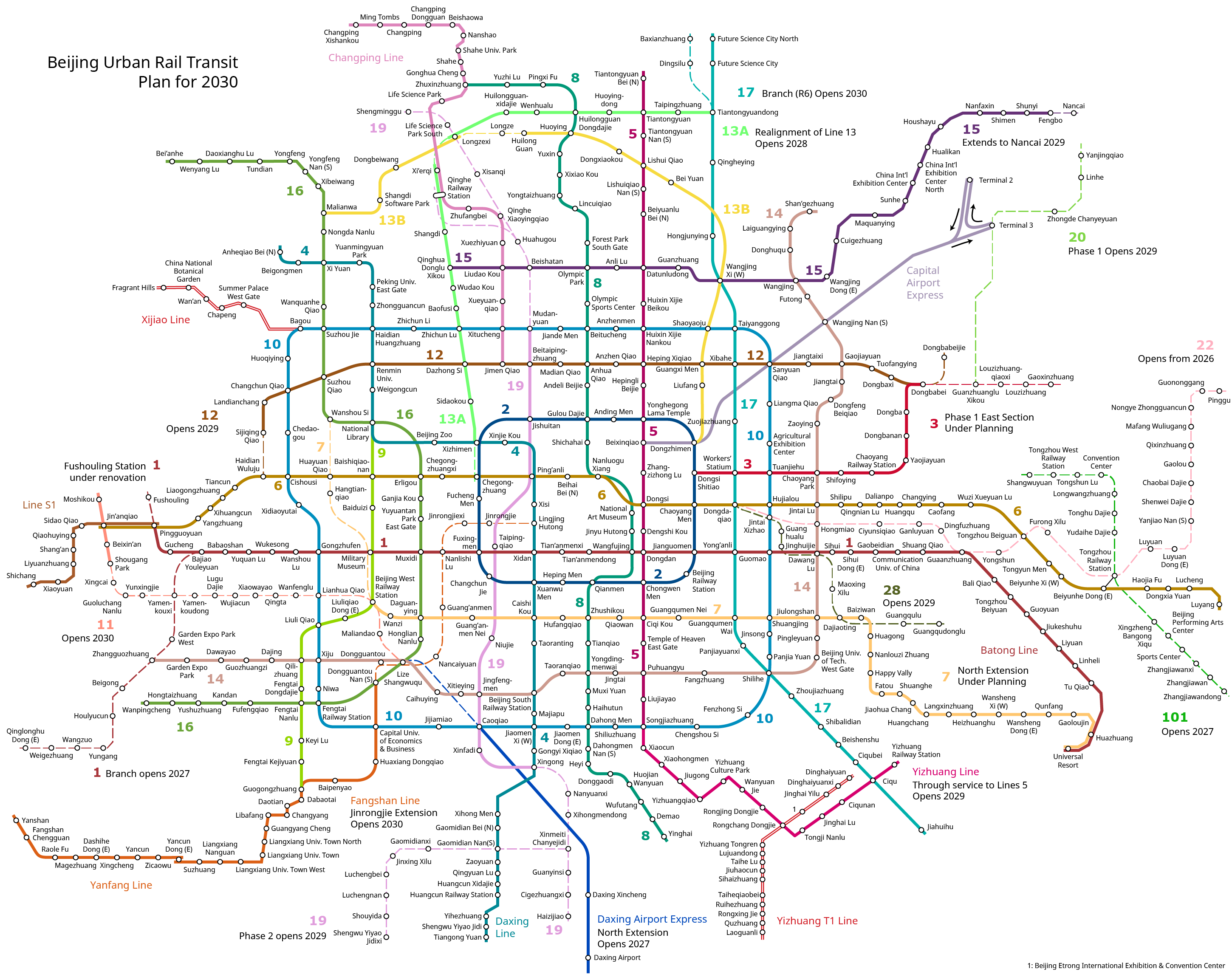
План пекинского метрополитена и развитие до 2021 (пунктир)

## Даты пуска в эксплуатацию
Линия пущена в эксплуатацию 30 декабря 2017 года, она сначала не соединялась с пекинским метро, но 30 декабря 2018 года завершилось строительство линии метрополитена, и на станции Цзиньяньцяо стала возможной пересадка.
| Сегмент            | Дата                 | Длина  | Станции | Название |
| ------------------ | -------------------- | ------ | ------- | -------- |
| Сичан— Цзиньяньцяо | 30 декабря 2017 года | 9,1 км | 7       | Фаза 1   |

Планируется продлить линию до станции Пингоянь, строительство должно завершиться в 2019 году, однако, сама станция вместе с пересадочным узлом будет готова в 2020 году, таким образом, запуск дополнительного участка ожидается в 2020 году.

## Станции
| Станция     | Станция   | Соединения        | Остановки автобуса | Расстояние km | Расстояние km | Местоположение |
| Русский     | Китайский | Соединения        | Остановки автобуса | Расстояние km | Расстояние km | Местоположение |
| ----------- | --------- | ----------------- | --- | ------------- | ------------- | -------------- |
|             |           |                   | |               |               |                |
| Сичан       | 石厂      |                   | 931 948 959 960 |               | 0,0           | Мэньтоугоу     |
| Сяоюань     | 小园      |                   | 890 960 965 981 994 |               |               | Мэньтоугоу     |
| Лиюаньчжуан | 栗园庄    |                   | 941 981 |               |               | Мэньтоугоу     |
| Шанъань     | 上岸      |                   | |               |               | Мэньтоугоу     |
| Цяочуин     | 桥户营    |                   | |               |               | Мэньтоугоу     |
| Сыдаоцяо    | 四道桥    |                   | 941 |               |               | Мэньтоугоу     |
| Цзиньяньцяо | 金安桥    | метро линия 6     | 325 336 337 358 370 396 472 489 892 929 931 941 941快 948 959 961 977 BRT4 (快速公交4) BRT4支 (快速公交4支) 运通101 运通112 运通116 |               | 9,1           | Шицзиншань     |
| Пингоянь    | 苹果园    | метро линии 1 и 6 | |               |               | Шицзиншань     |
|             |           |                   | |               |               |                |